# Železniční trať Vinkovci–Županja

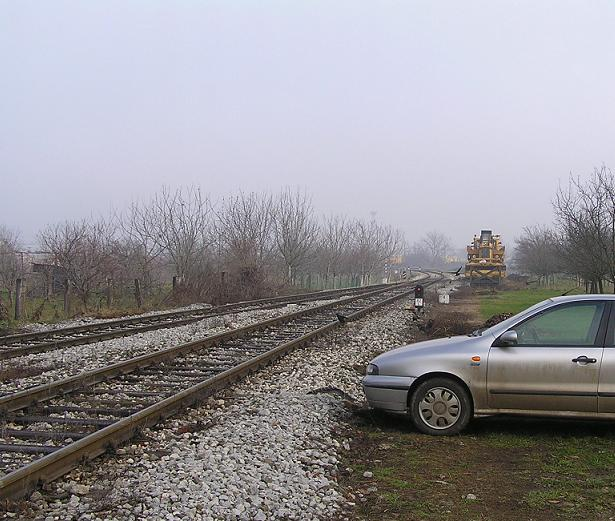
Trať u obce Vinkovci.

Železniční trať Vinkovci–Županja (chorvatsky Željeznička pruga Vinkovci–Županja) se nachází ve východním Chorvatsku. Neelektrifikovaná jednokolejná trať má v chorvatské železniční síti číslo L209. Dlouhá je 28,071 km.
Trať byla otevřena v roce 1901 pro potřeby nově vzniklých továren v Županji (cukrovaru)[zdroj?], ale také i přístavu, který se nachází na řece Sávě. 
Trať sloužila kromě nákladní dopravy i pro osobní lokální dopravu. Poloměr oblouku zatáček na trati činí 300 m. 
Po jistou dobu trať pokračovala dále přes řeku Sávu na území dnešní Bosny a Hercegoviny, do města Orašje. 
Provoz na trati nebyl během Chorvatské války za nezávislost přerušen. V roce 1995 sloužila především pro potřeby vojsk NATO v souvislosti s bombardováním Vojsk republiky srbské. 
Trať byla na počátku 21. století ve špatném technickém stavu a maximální cestovní rychlost se pohybovala jen okolo 50 km/h. V letech 2015–2016 byla uskutečněna částečná rekonstrukce trati. 

## Stanice
- Vinkovci
- Vinkovačko Novo Selo
- Rokovci
- Andrijaševci
- Cerna
- Gradište
- Županja